# Papageno

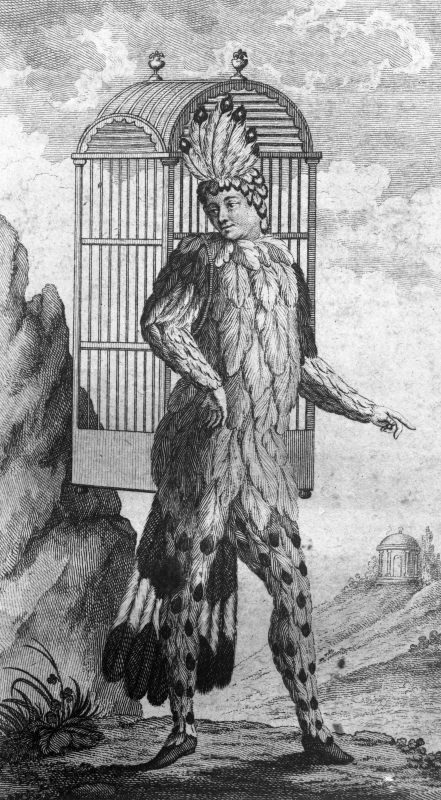
Dibujo de la portada del libreto: Emanuel Schikaneder representando a Papageno

Papageno es uno de los personajes principales de La flauta mágica, de Wolfgang Amadeus Mozart, ópera en alemán que representa la simbología masónica y la lucha entre los poderes de la luz y las tinieblas. Su contraparte es "Papagena".

## El personaje hombre-pájaro
Es un hombre-pájaro o pajarero de la Reina de la noche que acompaña al protagonista, el príncipe Tamino. Suele interpretársele como un gracioso personaje, benévolo desesperado por encontrar el amor en una compañera - "Papagena" con la que quiere formar una familia y tener muchos hijos. Representa al hombre natural y común, al ser humano humilde y bueno, en contraste con Tamino representante del espíritu y la intelectualidad: 
''Luchar no es lo mío.
Y tampoco deseo la sabiduría.
Soy un hombre primitivo,
que se contenta con el sueño,
la comida y la bebida;
y si pudiera ser que
alguna vez cazase a
una bella mujercita...''
Papageno acompañará al príncipe a rescatar a Pamina secuestrada por Sarastro, su padre y gran sacerdote del templo de Isis.
Papageno será puesto a prueba repetidas veces en el templo de la iniciación pero finalmente se le premiará con su Papagena en el dúo final "Pa-pa-pagena!"
El rol está escrito para barítono, el primer Papageno fue el libretista de la ópera Emanuel Schikaneder y ha sido cantado por grandes barítonos como Gerhard Hüsch, Dietrich Fischer Dieskau, Hermann Prey, Simon Keenlyside, Walter Berry, Thomas Allen, Hakan Hagegard y Christian Gerhaher.

## Arias
Papageno dispone de dos arias en el primer acto, el hermoso dúo con Pamina, canto al amor conyugal y varias escenas sueltas además del aria del intento de suicidio "Papagena, Papagena" y el dúo con Papagena.

### Der Vogelfänger bin Ich ja (Soy el cazador de pájaros)
En esta aria, Papageno se presenta al público como el pajarero, alegre, despreocupado, pero con un gran deseo: tener una compañera. El barítono acompaña a la orquesta con su flauta de Pan.

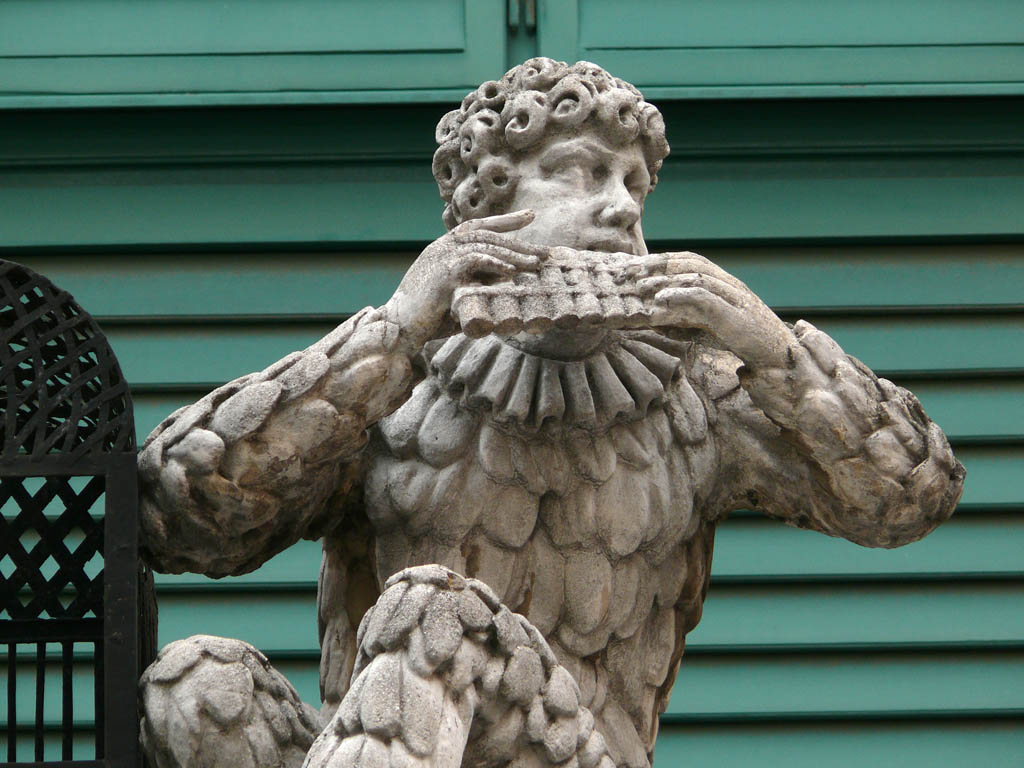
Representación escultórica del personaje en la Puerta de Papageno, del Theater an der Wien.

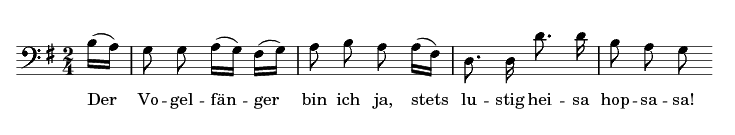
Melodía del comienzo del aria.

Alemán

Der Vogelfänger bin ich ja
Stets lustig, heißa, hopsassa!
Ich Vogelfänger bin bekannt
Bei Alt und Jung im ganzen Land.
Weiß mit dem Locken umzugehn
Und mich auf's Pfeifen zu verstehn.
Drum kann ich froh und lustig sein
Denn alle Vögel sind ja mein.
Der Vogelfänger bin ich ja,
Stets lustig, heißa, hopsassa!
Ich Vogelfänger bin bekannt
Bei Alt und Jung im ganzen Land.
Ein Netz für Mädchen möchte ich,
Ich fing sie dutzendweis für mich;
Dann sperrte ich sie bei mir ein,
Und alle Mädchen wären mein.
Wenn alle Mädchen wären mein,
So tauschte ich brav Zucker ein.
Die, welche mir am liebsten wär',
Der gäb' ich gleich den Zucker her.
Und küßte sie mich zärtlich dann,
Wär' sie mein Weib
und ich ihr Mann,
Sie schlief' an meiner Seite ein,
Ich wiegte wie ein Kind sie ein.
Español

Yo soy el pajarero,
Siempre alegre, ¡ole, upa!
Como pajarero soy conocido por
Viejos y jóvenes en todo el país.
Cazo con reclamo y toco la flauta.
Puedo estar alegre y contento,
Porque todos los pájaros son míos.
Yo soy el pajarero,
Siempre alegre, ¡ole, upa!
Como pajarero soy conocido
Por los viejos y los jóvenes
En todo este país.
¡Me gustaría tener una red
Para muchachas,
Las cazaría por docenas!
Luego las metería en la jaula
Y todas ellas serían mías.
Si todas las muchachas fueran mías,
Las cambiaría por azúcar:
Y a la que yo más quisiera
Le daría enseguida el azúcar.
Y me besaría con delicadeza,
Si fuera mi mujer y yo su marido.
Dormiría a mi lado y la acunaría
Como si fuese una niña.
— Wolfgang Amadeus Mozart, La flauta mágica

### Ein Mädchen oder Weibchen (Una doncellita o una mujercita)
En esta otra, Papageno expresa exclusivamente el deseo que tiene por una compañera. Ahora, el barítono emplea, en vez de la flauta, el glockenspiel.

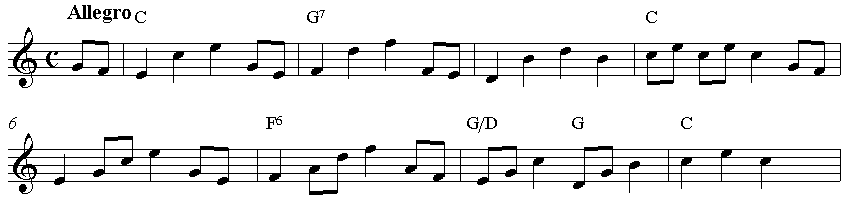
Melodía del glockenspiel, con la armonía en notación anglosajona.

Alemán

Ein Mädchen oder Weibchen
Wünscht Papageno sich
O so ein sanftes Täubchen
Wär Seligkeit für mich.
Dann schmeckte mir Trinken und Essen;
Dann könnt' ich
mit Fürsten mich messen,
Des Lebens als Weiser mich freun,
und wie im Elysium sein.
Ach, kann ich denn keiner von allen
den reizenden Mädchen gefallen?
Helf' eine mir nur aus der Not,
Sonst gräm ich mich wahrlich zu Tod.
Wird keiner mir Liebe gewähren,
So muss mich die Flamme verzehren;
Doch küsst mich ein weiblicher Mund,
so bin ich schon wieder gesund.
Español

Una muchacha o una mujercita
 es lo que Papageno desea
!Oh una dulce y gentil
sería mi mayor felicidad!
Entonces, el beber y comer sería delicioso,
entonces podría
compararme a un príncipe,
Disfrutar de la vida como un sabio,
y estar como en el Eliseo.
¡Ay!, ¿pero no podría yo agradar a una
de esas encantadoras damas?
Si ninguna me ayudase en mi necesidad,
Seguramente me moriría de pena.
Si nadie me diese su amor,
Entonces me consumiran las llamas.
Pero si una mujer me besara en los labios,
de nuevo me sentiría feliz.
— Wolfgang Amadeus Mozart, La flauta mágica

### Papagena, Papagena! Weibchen! Täubchen! (Papagena! Mujercita! Palomita!)
Alemán
Papagena! Papagena! Papagena!

Weibchen! Täubchen!

meine Schöne!

Vergebens! Ach, sie ist verloren!

Ich bin zum Unglück

schon geboren!

Ich plauderte, und das war schlecht,

Und drum geschieht es

mir schon recht!

Seit ich gekostet diesen Wein,

Seit ich das schöne Weibchen sah,

So brennt's im Herzenskämmerlein,

So zwickt's hier, so zwickt's da.

Papagena! Herzensweibchen!

Papagena, liebes Täubchen!

's ist umsonst, es ist vergebens!

Müde bin ich meines Lebens!

Sterben macht der Lieb' ein End',

Wenn's im Herzen noch so brennt.

Diesen Baum da will ich zieren,

Mir an ihm den Hals zuschnüren,

Weil das Leben mir mißfällt;

Gute Nacht, du falsche Welt.

Weil du böse an mir handelst,

Mir kein schönes Kind zubandelst,

So ist's aus, so sterbe ich;

Schöne Mädchen,

denkt an mich,

Will sich eine um mich Armen,

Eh' ich hänge, noch erbarmen,

Nun, so laß ich's diesmal sein!

Rufet nur, ja oder nein!

Keine hört mich;

alles stille!

Also ist es euer Wille?

Papageno, frisch hinauf!

Ende deinen Lebenslauf!

Nun, ich warte noch, es sei,

Bis man zählet: eins, zwei, drei.

Eins!

Zwei!

Drei!

Nun, wohlan, es bleibt dabei,

Weil mich nichts zurücke hält,

Gute Nacht, du falsche Welt!
Español
¡Papagena, Papagena, Papagena!

¡Mujercita, pichoncita, 

Hermosa mía!

¡Es inútil! ¡Ay, la he perdido!

Es que he nacido

para ser desgraciado.

He parloteado,

y eso no estaba bien,

y por eso me lo tengo bien merecido.

Desde que probé aquel vino…

Desde que vi a la bella mujercita,

mi corazón arde en lo más íntimo,

me pincha en un lado y me pincha en el otro.

¡Papagena, mujercita de mi corazón!

¡Papagena, pichoncita querida!

¡Es inútil, no sirve de nada!

¡Estoy cansado de mi vida!

La muerte pone fin al amor,

cuando quema tanto en el corazón.

Adornaré este árbol,

me colgaré del cuello,

pues la vida me desagrada;

buenas noches, negro mundo,

que tan mal me tratas

y no quieres darme una bella niña.

Todo ha acabado, voy a morir,

bellas muchachas 

Pensad en mí,

Si alguna quiere, antes de que me cuelgue,

apiadarse de este pobre,

¡bueno, lo dejaría por esta vez!

Decid únicamente: ¡sí o no!

¡Ninguna me ha oído,

todo está en silencio!

¿Eso es, pues, lo que queréis?

¡Papageno, ánimo, arriba!

Pon fin a la carrera de tu vida.

Bueno, esperaré, pero sólo

hasta que cuente uno, dos y tres.

¡Uno…!

¡Dos…!

¡Tres…!

¡Bien, aquí nos quedamos!

Puesto que nadie me detiene,

¡buenas noches, pérfido mundo!
— Wolfgang Amadeus Mozart, La flauta mágica

### Pa-Pa-Pa-Papagena! (Dúo de Papageno y Papagena)
Alemán

PAPAGENO

Pa-pa-pa-pa-pa-pa-Papagena!

PAPAGENA

Pa-pa-pa-pa-pa-pa-Papageno!

PAPAGENO

Bist du mir nun ganz gegeben?

PAPAGENA

Nun, bin ich dir ganz gegeben!

PAPAGENO

Nun, so sei mein liebes Weibchen!

PAPAGENA

Nun, so sei mein Herzenstäubchen!

BEIDE

Welche Freude wird das sein,

Wenn die Götter uns bedenken,

Unsrer Liebe Kinder schenken,

So liebe, kleine Kinderlein!

PAPAGENO

Erst einen kleinen Papageno!

PAPAGENA

Dann eine kleine Papagena!

PAPAGENO

Dann wieder einen Papageno!

PAPAGENA

Dann wieder eine Papagena!

PAPAGENO, PAPAGENA

Papageno! Papagena!

Es ist das höchste der Gefühle,

Wenn viele, viele 

Pa-pa-Papageno,

Pa-pa-Papagena,

Der Eltern Segen werden sein.
Español

PAPAGENO

¡Pa, Pa, Pa, Pa, Pa, Pa, Papagena!

PAPAGENA

¡Pa, Pa, Pa, Pa, Pa, Pa, Papageno!

PAPAGENO

¿Ahora eres toda mía?

PAPAGENA

¡Ahora soy toda tuya!

PAPAGENO

¡Bien, entonces sé mi mujercita!

PAPAGENA

¡Bien, entonces sé mi pichoncito!

AMBOS

¡Qué alegría habrá!

Si los dioses conceden hijos

a nuestro amor,

¡niñitos queridos, pequeñitos!

PAPAGENO

¡Primero un pequeño Papageno!

PAPAGENA

¡Y luego una pequeña Papagena!

PAPAGENO

¡Y luego otro Papageno!

PAPAGENA

¡Y luego otra Papagena!

PAPAGENO, PAPAGENA

¡Papageno! ¡Papagena!

Será la más grande de los dichas,

cuando muchos, muchos

Pa, Pa, Papageno,

Pa, Pa, Papagena

sean la bendición de sus padres.

— Wolfgang Amadeus Mozart, La flauta mágica